# Sparasion gibberosus
Sparasion gibberosus är en stekelart som beskrevs av Kononova 2001. Sparasion gibberosus ingår i släktet Sparasion och familjen Scelionidae. Inga underarter finns listade i Catalogue of Life.